# N'Gara
N’Gara est une localité et une commune rurale du Mali de l'arrondissement central de Ségou, dans le cercle et la région de Ségou.

## Villages
La commune s'étend sur 9 localités relevées lors du recensement général de 2009. 
Les villages les plus peuplés sont :
- N'Gara (2 857 habitants) ;
- Nango (2 380 habitants) ;
- Boundo Bamanan (1 619 habitants).

La loi 2023-007 attribue à la commune 10 villages, fractions ou quartiers :
- N'Gara
- Diado
- Boundo Wéré
- Boundo Somono
- Nango
- Boundo Worodjina
- N'Gaman
- Bougou Koura
- Boundo Bamanan
- N'Gama Wéré